# 丸山則夫

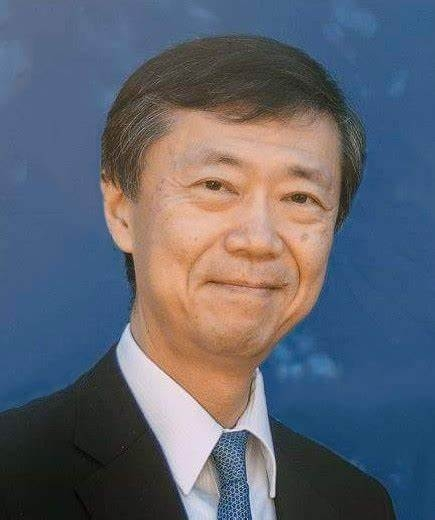
2023

丸山 則夫（まるやま のりお、1959年11月23日 - ）は、日本の外交官。GUAM外務省特別代表、外務省アフリカ部長兼アフリカ開発会議事務局長、外務報道官を経て、駐アイルランド国特命全権大使、アフリカ開発会議担当特命全権大使。

## 経歴・人物
富山県富山市出身。1983年東京大学経済学部経済学科卒、外務省入省。フランス語研修。
経済局国際機関第二課首席事務官、在香港日本国総領事館領事、在フランス日本国大使館参事官、中東アフリカ局アフリカ第一課長、欧州局西欧第一課長、在カンボジア日本国大使館公使、欧州連合日本政府代表部次席大使、欧州局政策課長、欧州局参事官兼中央アジア・GUAM外務省特別代表を経て、2014年中東アフリカ局アフリカ部長兼第六回アフリカ開発会議事務局長。2017年から外務報道官を務め、北朝鮮によるミサイル発射実験を受け、「北朝鮮は日本にとって新たなレベルの脅威となり、日本や国際社会に対し明らかな挑発行為」と表明するなどした。2018年駐南アフリカ共和国特命全権大使。2019年兼駐エスワティニ兼レソト特命全権大使。2022年駐アイルランド国特命全権大使。2025年特命全権大使（アフリカ開発会議（TICAD）担当兼アフリカの角地域関連担当、国連安保理改革担当、安保理非常任理事国選挙担当）。

## 同期
- 相川一俊（23年EU大使・20年イラン大使）
- 相星孝一（21年韓国大使・18年イスラエル大使・14年ASEAN大使）
- 尾池厚之（23年ジュネーブ代表部大使・20年ユネスコ大使）
- 小笠原一郎（19年軍縮会議大使・16年マダガスカル大使）
- 奥山爾朗（22年ヨルダン大使）
- 片山和之（23年日本台湾交流協会台北事務所長・20年ペルー大使）
- 金杉憲治（23年中国大使）
- 杵渕正巳（22年ボスニアヘルツェゴビナ大使・20年東ティモール大使）
- 木村元（20年モザンビーク大使）
- 新美潤（22年OECD大使）
- 水内龍太（22年オーストリア大使・20年ザンビア大使）
- 水鳥真美（18年国連事務総長特別代表）
- 道上尚史（23年ブルガリア大使・21年ミクロネシア連邦大使）
- 南博（22年オランダ大使）
- 宮原信孝（18年笹川平和財団研究員）
- 村林弘文（21年在ヒューストン日本国総領事）
- 森健良（21年外務事務次官）
- 山﨑和之（23年国連大使）
- 山田滝雄（20年ベトナム大使・17年ユネスコ大使・10年ASEAN大使）
- 山本広行（23年ベラルーシ大使・20年トルクメニスタン大使）
- 和田充広（21年パキスタン大使）